# 飯塚毅
飯塚 毅（いいづか たけし、1918年（大正7年）7月8日 - 2004年（平成16年）11月23日）は、日本の実業家、公認会計士、税理士。TKC創業者。日本会計研究学会太田賞受賞。鹿沼市名誉市民。TKC全国会名誉会長。

## 人物・来歴
栃木県上都賀郡鹿沼町（現鹿沼市）生まれ。鹿沼町立鹿沼尋常高等小学校（現鹿沼市立鹿沼中央小学校）、栃木県立鹿沼農商学校（現栃木県立鹿沼商工高等学校）を経て、1939年福島高等商業学校（現福島大学経済経営学類）卒業。1943年東北帝国大学法文学部法科（現東北大学法学部）繰り上げ卒業。大日本帝国陸軍主計少尉を経て、日本の降伏後、1946年計理士登録。1952年税理士登録。1963年紺綬褒章受章。1966年公認会計士登録。同年TKC設立、同社代表取締役社長に就任。1961年TKC全国会創設、同初代会長に就任。1983年TKC代表取締役会長。1984年日本会計研究学会太田賞受賞。1988年中央大学法学博士。1996年TKCを東京証券取引所市場第1部へ上場。1997年TKC全国会名誉会長。2001年鹿沼市名誉市民。2002年TKC最高顧問。2004年肺炎により死去、享年86歳。

## 著作

### 著書

#### 単著
- 『TKC会計人の原点』TKC広報部、1974年8月。
- 『説得力』TKC広報部、1977年6月。
- 『会計人の原点』TKC広報部〈飯塚毅著作集 1〉、1981年9月。
  - 『激流に遡る』TKC広報部〈飯塚毅著作集 2〉、1982年7月。
  - 『逆運に溯る』TKC広報部〈飯塚毅著作集 3〉、1985年8月。
  - 『一職業会計人の悩み』TKC広報部〈飯塚毅著作集 4〉、1989年6月。
  - 『物凄く伸びる会計人』TKC広報部〈飯塚毅著作集 5〉、1991年9月。
- 『正規の簿記の諸原則』森山書店、1983年7月。
  - 『正規の簿記の諸原則』（改訂版）森山書店、1988年5月。ISBN 9784839416942。
- 『自利とは利他をいう 飯塚毅対談集』 1巻、TKC全国政経研究会、1983年1月。
  - 『自利とは利他をいう 飯塚毅対談集』 2巻、新都心文化センター、1985年1月。
  - 『自利とは利他をいう 飯塚毅対談集』 3巻、新都心文化センター、1987年12月。
- 『経営と税制どうあるべきか 職業会計人からの直言』PHP研究所、1987年9月。ISBN 9784569220765。
- 『職業会計人のための商法監査の理論と実務』第一法規出版、1988年8月。ISBN 9784474031524。
- 『この人生をいかに生きるか 私の人生論』TKC広報、1991年11月。
- 『自己探求 本当の貴方はどれですか。』TKC出版、1994年7月。ISBN 9784924947009。
- 『職業会計人の行動指針』TKC出版、1997年11月。ISBN 9784924947122。
- 『職業会計人の使命と責任』TKC出版、2006年9月。ISBN 9784924947580。

#### 共著
- 黒澤清、飯塚毅、松沢智、武田隆二『職業会計人の新パラダイム』TKC出版、2003年1月。ISBN 9784924947337。

#### 訳書
- ホルスト・ゲーレ『ドイツ税理士法解説』第一法規出版、1991年4月。ISBN 9784474021648。

#### 監訳
- アメリカ公認会計士協会 編『会計士行動規程』小関勇・柳田清治共訳、TKC出版、1995年4月。ISBN 9784924947047。
  - アメリカ公認会計士協会 編『会計士行動規程』小関勇・柳田清治共訳（第2版）、TKC出版、1999年4月。ISBN 9784924947177。

### 論文
- 「飯塚事件の本質と系譜」『法律時報』第42巻第4号、日本評論社、1970年3月、42-47頁、NAID 40003500740。
- 「飯塚事件に関連して」『税法学』第232号、清文社、1970年4月、22-31頁、NAID 40002074704。
- 「電算機利用会計の成功の条件」『企業会計』第22巻第6号、中央経済社、1970年6月、156-159頁、NAID 40000610176。
- 「税金これでいいのか！ ――憲法を破壊するような税制は絶対に許せない」『文藝春秋』第60巻第8号、文芸春秋、1982年7月、122-130頁、NAID 40003419687。

#### 博士論文
- 「日・独法制に於ける「正規の簿記の諸原則」研究」、中央大学、1988年3月28日、NAID 500000036842。